# 최강창민
최강창민(最强昌珉, 본명: 심창민, 한국 한자: 沈昌珉, 1988년 2월 18일 ~ )은 대한민국의 가수이다. 그룹 동방신기의 메인보컬, 리드댄서이다.

## 학력
- 서울송파초등학교 (졸업)
- 방이중학교 (졸업)
- 개포고등학교 (졸업)
- 건국대학교 예술디자인대학 영화예술학과 (졸업)
- 인하대학교 대학원  문화경영학과 (졸업)

## 생애
중학생 시절 배드민턴을 치다 캐스팅 된 최강창민(심창민)은 2003년 제6회 SM 청소년 베스트 선발대회에서 노래짱 1위와 대상을 수상하고, 같은 해에 그룹 동방신기의 멤버로 데뷔하여 일약 월드스타로 거듭난다.
섬세한 감성으로 작사 활동을 꾸준히 해오고 있으며, 2011년 첫 주연 드라마 《파라다이스 목장》을 시작으로, 특유의 분위기와 안정적인 발성으로 연기 활동에서도 승승장구하여, 영화 데뷔작인 《황금을 안고 튀어라》의 모모 역으로 일본에서 신인상 3관왕의 쾌거를 이룬 바 있다.
2013년 국내 예능 활동을 통해 성실하고 건강한 옆집 청년으로 대중들에게 다가감과 동시에, 해외에서는 85만명을 동원하는 투어를 성황리에 마쳤다. 2명의 동방신기로 2012년에서 2018년 상반기까지 일본에서 총 370만명을 포함 국내외 다양한 콘서트를 통해 팬들과 만나고 있다. 2017년 8월 경찰홍보단원으로서 현역 복무를 마쳤다.

#### 동방신기/팬클럽/가족
- 유노윤호(동방신기리더) - 창민에게 촹돌아라고 불르는 멤버/창민이랑 애틋한 관계를 유지하는 멤버/창민에게 한없이 다정해지고 방송이나 방송영상이나 콘서트영상을 보면 챙겨 마이크나 여러가지를 챙겨주는 멤버/윤호의 여동생이 같은그룹 멤버인 창민이랑 동갑이다.
- 카시오페아(한국쪽)
- 비기스트(일본쪽)

## 음악 활동

### 앨범
- Close To You (2015년 11월 18일)
- Chocolate (2020년 4월 6일)
- Human (2021년 12월 8일)
- Devil (2022년 1월 13일)

### 곡
| 발매일/공연일    | 솔로곡                      | 내용                                                                                   |
| ---------------- | --------------------------- | -------------------------------------------------------------------------------------- |
| 2008년 2월 6일   | Wild soul                   | 동방신기 일본 싱글 Two Hearts / Wild Soul 수록                                         |
| 2010년 8월 21일  | Big time                    | SMTOWN LIVE '10                                                                        |
| 2011년 1월 3일   | 고백(Confession)            | 동방신기 5집 왜(Keep Your Head Down) 수록                                              |
| 2012년 12월 18일 | 눈물 같은 사람              | KBS 2TV 수목드라마 전우치 OST                                                          |
| 2013년 4월 27일  | Rock with U                 | 동방신기 6th LIVE TOUR 2013 ~TIME~                                                     |
| 2013년 11월 23일 | Gold Dust (영어 버전)       | 비기스트팬미팅 IN 사이타마 슈퍼 아레나                                                 |
| 2013년 12월 1일  | Gold Dust (일본어 버전)     | 비기스트팬미팅 IN 고베                                                                 |
| 2014년 2월 27일  | Heaven's Day                | 동방신기 7집 리팩키지 수리수리 수록                                                    |
| 2014년 3월 7일   | 슬픔 속에 그댈 지워야만 해  | Mnet 금요드라마 미미 OST                                                               |
| 2014년 4월 22일  | Over                        | 동방신기 7th LIVE TOUR 2014 ~TREE~                                                     |
| 2014년 8월 26일  | 사랑한다 그 말을 못해서     | MBC 월화드라마 야경꾼일지 OST                                                          |
| 2015년 1월 14일  | One day One chance          | 홀로그램 뮤지컬 'School OZ' 오스카(최강창민 역) 테마곡                                 |
| 2015년 7월 20일  | Rise As One                 | 동방신기 스페셜 앨범 RISE AS GOD 수록                                                  |
| 2015년 7월 20일  | Apology                     | 동방신기 스페셜 앨범 RISE AS GOD 수록                                                  |
| 공연일/방송일    | 커버곡                      | 내용                                                                                   |
| 2004년 2월 1일   | Just Once                   | 동방신기 팬클럽 카시오페아 첫 팬미팅(남대문 메사 팝콘홀)                               |
| 2005년 9월 10일  | I love you                  | 동방신기 2집 Rising Sun 컴백 쇼케이스                                                  |
| 2007년 2월 23일  | When I first kissed you     | 동방신기 THE 2ND ASIA TOUR CONCERT "O"                                                 |
| 2008년 8월 15일  | 오리날다                    | SMTOWN LIVE 08' (잠실 종합 운동장)                                                     |
| 2009년 2월 20일  | Upon this rock              | 동방신기 THE 3RD ASIA TOUR CONCERT "MIROTIC"                                           |
| 2009년 2월 20일  | 반달                        | 동방신기 THE 3RD ASIA TOUR CONCERT "MIROTIC"                                           |
| 2012년 1월 18일  | Rusty Nail                  | 동방신기 5th LIVE TOUR 2012～TONE～                                                    |
| 2012년 6월 30일  | More than Words             | Bigeast 팬클럽 이벤트 1회 (사이타마 슈퍼 아레나)                                       |
| 2012년 12월 17일 | 그냥 그렇게                 | Mnet 비틀즈코드                                                                        |
| 2013년 1월 19일  | Tinghai                     | 동방신기 LIVE WORLD TOUR "CATCH ME" in 홍콩                                            |
| 2013년 7월 5일   | Whenever Wherever Whatever  | 동방신기 LIVE WORLD TOUR "CATCH ME" in LA                                              |
| 2013년 12월 26일 | 야생마                      | SMTOWN WEEK 동방신기 TIME SLIP                                                         |
| 발매일/공연일    | 코라보                      | 내용                                                                                   |
| 2005년 9월 10일  | I Knew I Loved You          | 동방신기 2집 Rising Sun 컴백 쇼케이스                                                  |
| 2010년 8월 21일  | Don't Don't                 | SMTOWN LIVE '10                                                                        |
| 2011년 12월 29일 | Devil's Cry                 | SBS 2011 가요대전                                                                      |
| 2012년 5월 21일  | Just the Way U are          | SMTOWN LIVE WORLD TOUR Ⅲ in LOS ANGELES @혼다 센터 (Honda Center) / 미국 현지 20일 7PM |
| 2013년 10월 26일 | Ichigo                      | SM타운 콘서트 IN 도쿄                                                                  |
| 2014년 2월 13일  | BREATH (숨소리 일본어 버전) | Mnet 금요드라마 미미 OST                                                               |
| 2014년 8월 15일  | something (dance only)      | SMTOWN LIVE 4 IN 서울                                                                  |
| 2014년 8월 15일  | you needed me               | SMTOWN LIVE 4 IN 서울                                                                  |
| 2015년 1월 14일  | One fine day                | 홀로그램 뮤지컬 'School OZ' 단체곡                                                     |
| 2015년 6월 13일  | 촉이 와                     | 동방신기 SPECIAL LIVE TOUR T1ST0RY &...!                                               |
| 2015년 6월 14일  | 고등어                      | 동방신기 SPECIAL LIVE TOUR T1ST0RY &...!                                               |

### 참여 앨범
| 발매일          | 앨범명                         | 곡                                                                   |
| --------------- | ------------------------------ | -------------------------------------------------------------------- |
| 2008년 2월 6일  | Two Hearts / Wild Soul         | Wild Soul                                                            |
| 2014년 2월 13일 | S.M. THE BALLAD Vol.2 `Breath` | 《Breath (숨소리 일본어 버전)(Sung By MAX(TVXQ!) & f(KRYSTAL))》     |
| 2014년 3월 17일 | S.M. THE BALLAD Vol.2 `Breath` | 《Breath (숨소리 일본어 버전)(Sung By MAX(TVXQ!) & f(KRYSTAL))》수록 |

### OST
| 발매일/공개일    | 곡명                        | 드라마                         |
| ---------------- | --------------------------- | ------------------------------ |
| 2011년 1월 26일  | 고백(Confession)            | SBS 월화드라마 파라다이스 목장 |
| 2012년 12월 18일 | 눈물 같은 사람              | KBS 2TV 수목드라마 전우치      |
| 2014년 2월 13일  | BREATH (숨소리 일본어 버전) | Mnet 금요드라마 미미           |
| 2014년 3월 7일   | 슬픔 속에 그댈 지워야만 해  | Mnet 금요드라마 미미           |
| 2014년 8월 26일  | 사랑한다 그 말을 못해서     | MBC 월화드라마 야경꾼일지      |

### 작사
| 발매일/공연일    | 제목                                                 | 가수     | 앨범/공연                                                                 |
| ---------------- | ---------------------------------------------------- | -------- | ------------------------------------------------------------------------- |
| 2007년 7월 5일   | Evergreen                                            | 동방신기 | 07 Winter SMTOWN                                                          |
| 2008년 9월 27일  | Love In The Ice (한국어 Ver.)                        | 동방신기 | 동방신기 4집 〈MIROTIC〉                                                  |
| 2009년 8월 14일  | 12시 34분 (Nothing Better)                           | 동방신기 | 09 SUMMER SMTOWN                                                          |
| 2011년 1월 3일   | 고백 (Confession)                                    | 최강창민 | 동방신기 5집 〈왜 (Keep Your Head Down)〉                                 |
| 2012년 9월 26일  | I Swear                                              | 동방신기 | 동방신기 6집 〈Catch Me〉                                                 |
| 2012년 11월 17일 | 기억을 따라서 (Everlasting) (時ヲ止メテ 한국어 Ver.) | 동방신기 | TVXQ! LIVE WORLD TOUR "Catch Me"                                          |
| 2013년 4월 26일  | 떠나지 못해 (Sleepless night)                        | 샤이니   | 샤이니 정규 3집 〈Chapter 2. Why So Serious? – The Misconceptions of Me〉 |
| 2014년 1월 6일   | Rise...                                              | 동방신기 | 동방신기 7집 〈TENSE〉                                                    |
| 2014년 2월 27일  | Heaven's Day                                         | 최강창민 | 동방신기 7집 리패키지 〈수리수리 (Spellbound)〉                           |
| 2014년 8월 13일  | Ace                                                  | 태민     | 태민 미니 앨범 〈Ace〉                                                    |
| 2014년 11월 13일 | 나의 생각, 너의 기억 (My Thought, Your Memories)     | 규현     | The 1st Mini Album 〈광화문에서〉                                         |
| 2017년 9월 28일  | 여정 (In A Different Life)                           | 최강창민 | SM STATION                                                                |

## 음반 외 활동

### 드라마
| 방송일          | 작품명                             | 역할                 |
| --------------- | ---------------------------------- | -------------------- |
| 2011년 1월 24일 | SBS 월화드라마 파라다이스 목장     | 주연 : 한동주 역     |
| 2011년 2월 14일 | SBS 월화드라마 아테나: 전쟁의 여신 | 특별출연 : 최태현 역 |
| 2014년 2월 21일 | Mnet 금요드라마 미미               | 주연 : 한민우 역     |
| 2015년 7월 8일  | MBC 수목드라마 밤을 걷는 선비      | 주연 : 이윤 역       |

### 영화
| 개봉일           | 작품명                               | 역할                 |
| ---------------- | ------------------------------------ | -------------------- |
| 2006년           | 베케이션 - 에피소드2                 | 주연 : 심창민 역     |
| 2006년           | 지구에서 연애 중                     | 주연 : 심창민 역     |
| 2009년 3월 20일  | 스바루                               | 특별출연             |
| 2011년 07월      | 아테나: 더 무비                      | 특별출연 : 최태현 역 |
| 2012년 6월 21일  | I AM.                                | 주연 : 본인 역       |
| 2012년 11월 3일  | 황금을 안고 튀어라 (일본)            | 주연 : 모모 역       |
| 2013년 5월 17일  | 황금을 안고 튀어라 (대만)            | 주연 : 모모 역       |
| 2013년 10월 10일 | 황금을 안고 튀어라 (한국)            | 주연 : 모모 역       |
| 2014년 5월 9일   | 미미(Mimi) 극장판 전편 (일본)        | 주연 : 한민우 역     |
| 2014년 5월 16일  | 미미(Mimi) 극장판 후편 (일본)        | 주연 : 한민우 역     |
| 2015년 1월 14일  | 홀로그램 뮤지컬 스쿨 오즈(School OZ) | 주연 : 오스카 역     |

### 예능
| 방송일                             | 프로그램명                                | 내용              |
| ---------------------------------- | ----------------------------------------- | ----------------- |
| 2011년 6월 27일                    | MBC TV 월요일 예능 공감토크쇼 놀러와      | 게스트            |
| 2013년 1월 22일                    | KBS 2TV 화요일 예능 달빛프린스            | 고정 MC           |
| 2013년 4월 9일                     | KBS 2TV 화요일 예능 우리동네 예체능       | 고정 MC           |
| 2015년 4월 10일                    | KBS 2TV 금요일 예능 두근두근 인도         | 고정 멤버         |
| 2018년 3월 15일                    | tvN 토요일 예능 인생술집                  | with 시우민, 마크 |
| 2018년 3월 28일, 4월 4일           | JTBC 일요일 예능 차이나는 클라스          | 게스트            |
| 2018년 7월 25일                    | tvN 목요일 예능 어쩌다 어른               | 게스트            |
| 2019년 10월 9일                    | 유튜브 웹예능 아날로그 트립 (Analog Trip) | 고정 멤버         |
| 2019년 12월 1일~ 2020년 2월 9일    | JTBC& H 양식의양식                        | 고정 멤버         |
| 2020년 4월 12일                    | MBC TV 나 혼자 산다                       | 게스트            |
| 2020년 4월 18일                    | tvN 도레미 마켓                           | 게스트            |
| 2021년 4월 1일                     | M net 킹덤: 레전더리 워                   | 고정 MC           |
| 2021년 10월 18일                   | JTBC 월요일 예능 시고르 경양식            | 고정 멤버         |
| 2021년 2월 26일, 3월 5일, 3월 12일 | MBC 금요일 예능 볼빨간 신선놀음           | 게스트            |
| 2021년 9월 3일, 9월 10일, 9월 17일 | Channel 금요일 예능 S 신과 함께 시즌2     | 스페셜 MC         |
| 2022년 9월 16일                    | JTBC 금요일 예능 히든싱어                 | 게스트            |
| 2022년 9월 22일                    | SBS 꼬리에 꼬리를 무는 그날 이야기        | 게스트            |
| 2024년 1월 4월                     | MBC 구해줘! 홈즈                          | 게스트            |

### 홍보대사
| 년도   | 활동명                      |
| ------ | --------------------------- |
| 2011년 | 건국대학교 홍보대사         |
| 2013년 | 건국대학교 홍보모델         |
| 2014년 | 잠실세무서 명예민원봉사실장 |

### 이벤트
| 일시             | 제작발표회/시사회                                                                  | 내용                    |
| ---------------- | ---------------------------------------------------------------------------------- | ----------------------- |
| 2011년 1월 18일  | 파라다이스 목장 제작발표회                                                         |                         |
| 2011년 3월 15일  | 파라다이스 목장 종방연                                                             |                         |
| 2012년 6월 18일  | 영화 'I AM.(아이엠)' 언론시사회                                                    |                         |
| 2012년 10월 15일 | 황금을 안고 튀어라 완성피로시사회                                                  |                         |
| 2014년 2월 18일  | 미미 제작발표회                                                                    |                         |
| 2015년 7월 7일   | 밤을 걷는 선비 제작발표회                                                          |                         |
| 일시             | 이벤트                                                                             | 내용                    |
| 2011년 11월 17일 | 파라다이스 목장 Premium Event 2011 (In카나가와현요코하마)                          | 약 10,000명 동원        |
| 2011년 11월 19일 | 파라다이스 목장 Premium Event 2011 (In오사카인덱스오사카)                          |                         |
| 2013년 12월 4일  | 우리동네 예체능 일본 원정                                                          | 약 1,200명 동원         |
| 2014년 9월 2일   | 미미 프리미엄 이벤트 (시부야 공화당, 2회)                                          |                         |
| 2015년 10월 24일 | 2015 THE SHILLA DUTY FREE FAN FESTIVAL with TVXQ! MAX (어린이 대공원 내 돔 아트홀) | 약 1,500명 동원 (*투어) |
| 2015년 11월 5일  | 밤을 걷는 선비 드라마 이벤트 (요코하마 아레나, 2회)                                | 26,000명 동원           |
| 일시             | 패션                                                                               | 내용                    |
| 2010년 6월 23일  | CHANEL 2010/2011 가을과 겨울 쁘레따뽀르테 콜렉션쇼                                 |                         |
| 2010년 10월 14일 | 日 루이비통 이벤트                                                                 |                         |
| 2011년 4월 1일   | 빈폴파티                                                                           |                         |
| 2011년 8월 31일  | 락리바이벌 런칭 파티                                                               |                         |
| 2014년 1월 23일  | 타미힐피거(Tommy Hilfiger) 플래그쉽 스토어 (서울 신사동 가로수길)                  |                         |
| 2014년 2월 13일  | 힐리앤서스(HELIANTHUS) (서울 강남구 신사동 가로수길)                               |                         |
| 2014년 9월 30일  | BELPORT(벨포트) 브랜드 론칭행사                                                    |                         |
| 2014년 10월 16일 | 질스튜어트 X 현대자동차 드라이브 런웨이 파티                                       |                         |
| 일시             | VIP시사회                                                                          | 내용                    |
| 2010년 1월 15일  | 영화 '주문진' VIP시사회                                                            |                         |
| 2013년 3월 11일  | 영화 '지.아이.조2 (G. I Joe: Retaliation)' VIP 시사회                              |                         |
| 2015년 1월 7일   | 영화 '고양이 장례식' VIP 시사회                                                    |                         |
| 일시             | 시구                                                                               | 내용                    |
| 2014년 10월 24일 | 2014 프로야구 LG-NC 준플레이오프 3차전 시구                                        | [ 10 ]                  |

### DVD·화보
| 발매일           | DVD                                                                        | 내용                              |
| ---------------- | -------------------------------------------------------------------------- | --------------------------------- |
| 2011년 11월 2일  | 파라다이스 목장 완전판 DVD BOXⅠ(일본)                                      | 오리콘 DVD 종합 일간 차트 1위     |
| 2011년 11월 2일  | 파라다이스 목장 완전판 DVD BOXⅡ(일본)                                      | 오리콘 DVD 종합 일간 차트 2위     |
| 2011년 11월 9일  | 파라다이스 목장 완전판 DVD BOXⅠ(일본)                                      | 오리콘 DVD 드라마 주간 차트 1위   |
| 2011년 11월 9일  | 파라다이스 목장 완전판 DVD BOXⅡ(일본)                                      | 오리콘 DVD 드라마 주간 차트 2위   |
| 2012년 10월 2일  | 황금을 안고 튀어라 메이킹 필름 DVD (일본)                                  | 오리콘 DVD 종합 일간 차트 1위     |
| 2013년 4월 2일   | 황금을 안고 튀어라 DVD 초회한정 콜렉터즈 에디션 (일본)                     | 오리콘 DVD 영화 일간 차트 1위     |
| 2013년 4월 2일   | 황금을 안고 튀어라 DVD 스탠다드 에디션 (일본)                              | 오리콘 DVD 영화 일간 차트 2위     |
| 2013년 12월 18일 | 황금을 안고 튀어라 DVD (한국)                                              |                                   |
| 2014년 3월 26일  | 미미 스페셜 프리뷰 DVD (일본)                                              | 오리콘 DVD 종합 일간 차트 1위     |
| 2014년 4월 2일   | 미미 스페셜 프리뷰 DVD (일본)                                              | 오리콘 DVD 종합 주간 차트 1위     |
| 2014년 9월 26일  | 미미 컴플리트 에디션 DVD (일본)                                            | 오리콘 DVD 종합 일간 차트 1위     |
| 2016년 8월 2일   | 밤을 걷는 선비 DVD-SET1 (일본/초회판 3000 세트 한정)                       | 오리콘 DVD 종합 일간 차트 2위     |
| 2016년 8월 2일   | 밤을 걷는 선비 Blu-ray SET1 (일본/초회판 1500 세트 한정)                   | 오리콘 Blu-ray 종합 일간 차트 3위 |
| 발매일           | 화보                                                                       | 내용                              |
| 2007년 10월 23일 | 2007년 12월호 PINKY                                                        |                                   |
| 2008년 11월 28일 | 2009년 1월호 MISS                                                          |                                   |
| 2010년 2월 23일  | 2010년 4월호 SPUR                                                          |                                   |
| 2010년 7월 12일  | 2010년 8월호 ELLE GIRL JAPAN                                               |                                   |
| 2010년 5월 12일  | 2010년 6월호 ELLE GIRL JAPAN                                               |                                   |
| 2010년 7월 28일  | 2010년 9월호 ELLE JAPAN                                                    |                                   |
| 2010년 8월 12일  | 2010년 9월호 FRAU                                                          |                                   |
| 2010년 8월 20일  | 2010년 9월호 W KOREA                                                       |                                   |
| 2010년 8월 23일  | 2010년 10월호 SPUR GUCCI MEETS CHANGMIN                                    |                                   |
| 2010년 9월 11일  | 2010년 10월호 Spur Pink                                                    |                                   |
| 2010년 9월 18일  | 2010년 11월호 Non-No                                                       |                                   |
| 2010년 9월 28일  | 2010년 11월호 VOGUE JAPAN : 영화 배우 재현 특집                            |                                   |
| 2010년 9월 29일  | 2010년 SWAK 가을 겨울 특대호                                               |                                   |
| 2010년 10월 1일  | 2010년 11월호 닛케이 엔터테인먼트                                          |                                   |
| 2010년 10월 28일 | 2010년 11월호 CHORUS                                                       | 미카 니나가와 사진 작가           |
| 2010년 11월 12일 | 2010년 12월호 ELLE GIRL JAPAN                                              |                                   |
| 2010년 12월 1일  | 2011년 1월호 GRAZIA JAPAN                                                  |                                   |
| 2010년 12월 15일 | 2010년 LOVE フォト VOL.3                                                   |                                   |
| 2010년 12월 21일 | 2011년 2월호 RAY                                                           |                                   |
| 2011년 1월 19일  | 2011년 2월호 CECI 창민&연희 한,중 동시 표지                                |                                   |
| 2011년 3월 16일  | 2011년 3월호 HIGH CUT VOL.49 창민&연희                                     |                                   |
| 2011년 6월 18일  | 2011년 7월호 InStyle Another day in paradise                               |                                   |
| 2011년 9월 28일  | 2011년 12월호 TVLife                                                       |                                   |
| 2011년 10월 18일 | 2011년 11월호 츠타야 한류통신 창민&연희 표지                               |                                   |
| 2011년 10월 24일 | 2011년 11월호 월간 스카파                                                  |                                   |
| 2011년 10월 24일 | 2011년 12월호 월간 TV 가이드                                               |                                   |
| 2011년 10월 24일 | 2011년 11월호 스카파 TV 가이드                                             |                                   |
| 2011년 10월 24일 | 2011년 11월호 스카파 e2TV 가이드                                           |                                   |
| 2011년 10월 24일 | 2011년 12월호 월간 더 텔레비전                                             |                                   |
| 2011년 10월 24일 | 2011년 12월호 월간 더 하이비전                                             |                                   |
| 2011년 10월 24일 | 2011년 12월호 TVnavi                                                       |                                   |
| 2011년 10월 24일 | 2011년 12월호 TVfan                                                        |                                   |
| 2011년 10월 24일 | 2011년 12월호 TVTaro                                                       |                                   |
| 2011년 10월 26일 | 2011년 주간 더 텔레비전                                                    |                                   |
| 2011년 10월 26일 | 2011년 주간 TV 가이드                                                      |                                   |
| 2011년 10월 26일 | 2011년 12월호 TV 피아                                                      |                                   |
| 2011년 10월 26일 | 2011년 TV Station 23호                                                     |                                   |
| 2011년 10월 27일 | 2011년 12월호 MORE                                                         |                                   |
| 2011년 11월 4일  | 2011년 Choa Vol.6                                                          |                                   |
| 2011년 11월 7일  | 2011년 12월호 부인공론                                                     |                                   |
| 2011년 11월 14일 | 2011년 12월호 오리스타                                                     |                                   |
| 2011년 11월 18일 | 2011년 12월호 츠타야 한류통신                                              |                                   |
| 2012년 1월 23일  | 2012년 2월호 SODA                                                          |                                   |
| 2012년 4월 21일  | 2012년 5월호 DAZED&CONFUSED 창간 4주년&아르마니 탄생 30주년 기념 표지 모델 |                                   |
| 2012년 5월 8일   | 2012년 5월호 씨네21 아이돌의 재구성 I AM.                                  |                                   |
| 2012년 10월 6일  | 2012년 11월호 In Red                                                       |                                   |
| 2012년 10월 18일 | 2012년 10월호 PICT UP#79 창민&츠마부키 사토시 표지 모델                    |                                   |
| 2012년 10월 29일 | 2012년 11월호 5일 증대호 AERA 표지 모델 및 단독인터뷰                      |                                   |
| 2012년 10월 27일 | 2012년 12월호 MORE                                                         |                                   |
| 2012년 11월 19일 | 2012년 12월호 MEN'S NON・NO 창민&츠마부키 사토시 표지 모델                 |                                   |
| 2012년 12월 21일 | 2012년 thiên thần nhỏ 134호 표지                                           |                                   |
| 2013년 2월 1일   | 2013년 2월호 BODA 표지                                                     |                                   |
| 2013년 3월 20일  | 2013년 4월호 W KOREA 10 Corso Como Seoul Melody 프로젝트                   |                                   |
| 2013년 3월 21일  | 2013년 5월호 도쿄캘린더 표지 모델 및 단독인터뷰                            |                                   |
| 2013년 12월 26일 | 2014년 1월호 KEJ 표지                                                      |                                   |
| 2014년 3월 1일   | 2014년 3월호 BODA 표지                                                     |                                   |
| 2014년 3월 15일  | 2014년 4월호 THE CELEBRITY 창민&문가영                                     |                                   |
| 2014년 8월 19일  | 2014년 주간 여성                                                           |                                   |
| 2014년 8월 19일  | 2014년 여성자신                                                            |                                   |
| 2014년 8월 28일  | 2014년 10월호 여성 세븐                                                    |                                   |
| 2014년 9월 4일   | 2014년 10월호 닛케이 엔터테인먼트                                          |                                   |
| 2014년 9월 10일  | 2014년 TVstation                                                           |                                   |
| 2014년 9월 19일  | 2014년 10월호 CUT                                                          |                                   |
| 2014년 9월 18일  | 2014년 10월호 Cosmopolitan                                                 |                                   |
| 2014년 9월 22일  | 2014년 haru＊hana                                                          |                                   |
| 2014년 9월 22일  | 2014년 SODA                                                                |                                   |
| 2014년 9월 24일  | 2014년 TVnavi                                                              |                                   |
| 2014년 9월 24일  | 2014년 스카파 TV 가이드 프리미엄                                           |                                   |
| 2014년 9월 27일  | 2014년 11월호 Numero TOKYO                                                 |                                   |
| 2014년 10월 16일 | 2014년 오리스타 37호                                                       |                                   |
| 2014년 11월 23일 | 2014년 12월호 Cosmopolitan HK                                              |                                   |

## 기록
| 날짜             | 제목                                                                   | 내용 |
| ---------------- | ---------------------------------------------------------------------- | --- |
| 2010년           | 페루 가장 섹시한 남자 1위                                              | 동방신기 최강창민, 페루서 가장 섹시한 남자 1위 |
| 2011년           | 페루 가장 섹시한 남자 2위                                              | |
| 2011년 1월 18일  | 파라다이스 목장 제작발표회 쌀화환 5.5톤                                | 당시 최대규모 |
| 2011년 4월 29일  | 뮤직스테이션 함께 노천 온천에 들어가고 싶은 연예인 7위                 | 뮤직스테이션 함께 노천 온천에 들어가고 싶은 연예인 7위 |
| 2011년 10월 21일 | 모츠나베를 함께 먹고 싶은 스타 1위                                     | 自宅で鍋を一緒に食べたい、俳優・K-POPアーティストは？ |
| 2011년 11월      | 일본 [TV 가이드] K - POP 대해부 순위                                   | <K - POP 스타 중 가장 근사하다고 생각하는 사람은? 1위 - 최강창민>                                                                                                   |
| 2011년 12월 26일 | 신오쿠보 거리에서 일반인 100명에게 물었다 가장 좋아하는 K-POP 스타 1위 | 신오쿠보 거리에서 일반인 100명에게 물었다 가장 좋아하는 K-POP 스타 1위                                                                                              |
| 2012년 7월 2일   | 로맨틱한 여수밤바다를 함께 걷고 싶은 스타 1위                          | 로맨틱한 여수밤바다를 함께 걷고 싶은 스타: 최강창민 |
| 2012년 7월 25일  | 황금을 안고 튀어라 메이킹 DVD 예약 쇄도                                | @fukayafilm [열광] 이즈츠 조 "황금을 안고 날아라"제작부 O 씨로부터 전화. 이미 첫 예매권이 매진으로 메이킹 DVD도 예약 쇄도인것 같다 ... 동방신기 창민 효과 굉장하네. |
| 2012년 11월 2일  | 日経夕刊(일경석간) 황금을 안고 튀어라 별5개                            | |
| 2012년 11월 6일  | 돼지코 물티슈 품절                                                     | 강심장 : 최강창민이 사용 인증한 돼지코 물티슈 품절 |
| 2013년 3월 6일   | 올해의 K-pop 스타 1위                                                  | TVXQ’s Max Changmin is enewsWorld’s K-Pop Star of the Year |
| 2013년 3월 19일  | MWAVE 설문 화이트데이에 고백받고 싶은 왕자님 1위                       | Which Prince Charming Do You Want to Confess to You on White Day |
| 2013년           | SMent 최고의 리드 보컬 1위                                             | SMent 최고의 리드 보컬 1위 |
| 2013년 8월 7일   | “우리동네 예체능” 진정한 아이돌 예체능인                               | “우리동네 예체능” 진정한 아이돌 예체능인은? |
| 2013년           | B-PASS 13년 9월호 설문 1위                                             | <아티스트 뭐든지 베스트 5> 코너: 선물 등의 포장을 정중하게 열 것 같은 연예인                                                                                        |
| 2013년 12월 24일 | 2013년 미혼 여성이 안기고 싶은 남자 아시아 스타 부문 8위               | 2013年独身女性が抱かれたい男～アジアスター部門トップ10～ |
| 2014년 2월 13일  | MWAVE 설문 배우로서의 컴백이 가장 기대되는 아이돌 1위                  | Which Idol Actor’s Return Are You Looking Forward to the Most? |
| 2014년           | Breath(숨소리) 일본 mu-mo 음악차트 월간 1위,2014년 연간 싱글 9위       | |
| 2014년 2월 18일  | 미미 제작발표회 쌀화환 13.11톤                                         | 드리미 통해 12.91톤 기부미 통해 200 kg |
| 2014년 2월 25일  | 레고 폰케이스 품절                                                     | 미미 제작 발표회때 최강창민의 폰케이스로 확인된 레고 폰케이스 품절 사태                                                                                             |
| 2014년 7월 1일   | 한경 상반기 PV1 위는 동방신기 창민 씨의 기사                           | 2013년에 이어 핫이슈 최강창민의 소식 |
| 2014년 12월 25일 | 2014년 미혼 여성이 안기고 싶은 남자 아시아 스타 부문 10위              | 2014年独身女性が抱かれたい男～アジアスター部門トップ10～ |
| 2015년 2월       | 스타 따라하기 메이컵으로 유명한 자와찡 ,최강창민 따라하기를 하다       | ざわちん 동방신기 최강창민로 변신 "조금 닮은 된 것일까" |
| 2015년 3월       | 일본 제과 키나코모찌 최강창민 효과                                     | 최강창민이 추천했다는 소식후 케이팝 아이돌이 좋아하는 캔디라고 선전                                                                                                 |
| 2015년 4월       | 최강창민 구입 양말 품절 사태                                           | 최강창민이 구입했다는 소식후 품절, 판매점들의 선전으로 이어지다 |
| 2015년 4월       | 최강창민 구입 맥주 품절 사태                                           | 최강창민의 손에 든 맥주 사진으로 품절과 재생산을 거듭 |
| 2015년 4월 6일   | "심의 날"                                                              | 본명 심창민의 '심'과 4월6일의 발음이 유사한데서 재미로 유래된 일본팬들의 기념일                                                                                     |
| 2015년 6월 4일   | 톱스타뉴스 서베이 아이돌 비주얼 원탑 1위                               | 아이돌 비주얼 원탑은 누구?! 비주얼 배틀 최강창민 1위 |
| 2015년 7월 7일   | 밤을 걷는 선비 제작발표회 쌀화환 47.7톤                                | 드리미 통해 47.5톤 스타미 통해 200 kg |
| 2015년           | '밤을 걷는 선비 '올해 가장 높은 금액에 일본에 팔렸다                   | 동방신기, 올해의 드라마 '수출왕' |

## 팬미팅

### 東方神起 MAX Birthday Party
| 개최일          | 도시 | 국가     | 개최지               |
| --------------- | ---- | -------- | -------------------- |
| 2011년 2월 18일 | 서울 | 대한민국 | 상명아트센터 계당 홀 |

### Sweet MAX, CHANGMIN Day
| 개최일          | 도시 | 국가     | 개최지          |
| --------------- | ---- | -------- | --------------- |
| 2023년 2월 17일 | 서울 | 대한민국 | YES24 라이브 홀 |

### 2024 B-day PARTY – MAX CHANGMIN [I AM]
| 개최일          | 도시 | 국가     | 개최지         |
| --------------- | ---- | -------- | -------------- |
| 2024년 2월 16일 | 서울 | 대한민국 | 명화 라이브 홀 |

## 수상
| 년도   | 수상내역                                                          |
| ------ | ----------------------------------------------------------------- |
| 2003년 | 제6회 SM 엔터테인먼트 청소년 베스트 선발대회 <대상>, <노래짱 1위> |
| 2013년 | 제36회 일본 아카데미상 신인배우상                                 |
| 2013년 | 제67회 일본 방송영화예술대상 우수신인상                           |
| 2013년 | 제22회 일본 영화비평가대상 신인상                                 |
| 2013년 | 제 67 회 일본 방송 영화 예술 대상 우수 신인상                     |
| 2013년 | 제12회 KBS 연예대상 최고 엔터테이너상                             |